# Phyllanthus filicifolius
Phyllanthus filicifolius là một loài thực vật có hoa trong họ Diệp hạ châu. Loài này được Gage miêu tả khoa học đầu tiên năm 1914.